# Rubus fraternalis
Rubus fraternalis är en rosväxtart som beskrevs av Liberty Hyde Bailey. Rubus fraternalis ingår i släktet rubusar, och familjen rosväxter. Inga underarter finns listade i Catalogue of Life.